# Wildenberg
Wildenberg è un comune tedesco di 1 430 abitanti, situato nel land della Baviera.